# Санчес, Белен
Бе́лен Са́нчес Химе́нес (исп. Belén Sánchez Jiménez; род. 24 декабря 1972, Мадрид) — испанская гребчиха-байдарочница, выступала за сборную Испании в период 1992—2001 годов. Участница трёх летних Олимпийских игр, серебряная и бронзовая призёрша чемпионатов мира и Европы, победительница многих регат национального и международного значения.

## Биография
Белен Санчес родилась 24 декабря 1972 года в Мадриде. Активно заниматься греблей на байдарках начала с раннего детства, проходила подготовку в Саморе в местном одноимённом каноэ-клубе «Самора».
Благодаря череде удачных выступлений удостоилась права защищать честь страны на домашних летних Олимпийских играх 1992 года в Барселоне — в двойках на пятистах метрах дошла до финала и показала в решающем заезде девятый результат, тогда как в четвёрках на пятистах метрах сумела дойти лишь до стадии полуфиналов, где финишировала четвёртой. Четыре года спустя отобралась на Олимпийские игры в Атланте — в полукилометровой программе одиночек остановилась в полуфинале, став там шестой, в то время как в четвёрках успешно добралась до финала и разместилась в итоговом протоколе на шестой строке, немного не дотянув до призовых позиций.
Первого серьёзного успеха на взрослом международном уровне Санчес добилась в 1997 году, когда попала в основной состав испанской национальной сборной и побывала на возобновлённом чемпионате Европы в болгарском Пловдиве, где дважды поднималась на пьедестал почёта, получив серебряную и бронзовую медали в зачёте четырёхместных байдарок на дистанциях 200 и 500 метров соответственно. Кроме того, в этом сезоне выступила на чемпионате мира в канадском Дартмуте, откуда привезла награду бронзового достоинства, выигранную среди четырёхместных экипажей на пятистах метрах. Год спустя на мировом первенстве в венгерском Сегеде снова взяла в этой дисциплине бронзу. На европейском первенстве 1999 года в хорватском Загребе взяла бронзу в одиночках на двухстах метрах и серебро в четвёрках на пятистах метрах.
В 2000 году на чемпионате Европы в польской Познани Санчес трижды поднималась на пьедестал почёта, стала бронзовой призёршей в таких дисциплинах как К-2 200 м, К-4 200 м и К-4 500 м. Будучи в числе лидеров гребной команды Испании, благополучно прошла квалификацию на Олимпийские игры в Сиднее — в полукилометровой гонке двоек финишировала в финале седьмой, в четвёрках заняла в финальном заезде восьмое место.
После сиднейской Олимпиады Белен Санчес ещё в течение некоторого времени оставалась в основном составе испанской национальной сборной и продолжала принимать участие в крупнейших международных регатах. Так, в 2001 году она выступила на европейском первенстве в Милане, где в четвёрках стала серебряной призёркой на двухстах метрах и бронзовой призёркой на пятистах метрах. Кроме того, тех же результатов добилась на мировом первенстве в Познани, получив серебро и бронзу в тех же дисциплинах. Вскоре по окончании этих соревнований приняла решение завершить карьеру профессиональной спортсменки, уступив место в сборной молодым испанским гребчихам.